# Baude Cordier
Baude Cordier (Reims, 1380 circa – Digione, prima del 1440) è stato un compositore francese del XIV secolo.

## Opere
Sono giunte a noi dieci sue opere di musica profana la maggior parte delle quali nella forma di rondeaux. Di queste alcune sono scritte in maniera ritmicamente complessa alla moda francese del XIV secolo mentre altre hanno delle melodie più semplici ma trattate con grande enfasi.
Due sue chanson sono contenute nel Codice di Chantilly: una è la canzone d'amore "Belle, Bonne, Sage" la cui partitura è a forma di cuore e colorata, mentre l'altra è un canone "Tout par compas suy composés" ed è scritta in modo circolare.
Le sue parti di messa sono invece scritte in uno stile più vicino alla musica rinascimentale.